# Sterijino
Sterijino (izvirno srbsko Стеријино) je naselje v Srbiji, ki upravno spada pod Občino Ada; slednja pa je del Severnobanatskega upravnega okraja.

## Demografija
V naselju živi 204 polnoletnih prebivalcev, pri čemer je njihova povprečna starost 44,8 let (43,4 pri moških in 46,2 pri ženskah). V naselju, katerega izvirno (srbsko-cirilično) ime je sta 102 gospodinjstvi, pri čemer je povprečno število članov na gospodinjstvo 2,29.
|  |

| Demografija | Demografija     | Demografija     |
| Leto        | Št. prebivalcev | Št. prebivalcev |
| ----------- | --------------- | --------------- |
|             |                 |                 |
|             |                 |                 |
|             |                 |                 |
|             |                 |                 |
| 1948        | 75              |                 |
| 1953        | 75              |                 |
| 1961        | 251             |                 |
| 1971        | 206             |                 |
| 1981        | 434             |                 |
| 1991        | 305             | 305             |
| 2002        | 234             | 234             |
|             |                 |                 |

| Etnična sestava po popisu iz leta 2002 | Etnična sestava po popisu iz leta 2002 | Etnična sestava po popisu iz leta 2002 | Etnična sestava po popisu iz leta 2002 | Etnična sestava po popisu iz leta 2002 |
| -------------------------------------- | -------------------------------------- | -------------------------------------- | -------------------------------------- | -------------------------------------- |
| Madžari                                | Madžari                                |                                        | 222                                    | 94,87%                                 |
| Srbi                                   | Srbi                                   |                                        | 6                                      | 2,56%                                  |
| Neznano                                | Neznano                                |                                        | 0                                      | 0,0%                                   |